# Hydriomena ruberata
Hydriomena ruberata is een vlinder uit de familie van de spanners (Geometridae).
De spanwijdte van deze vlinder is 29 tot 37 millimeter. De grondkleur is lichtgrijs. Op de voorvleugels bevinden zich bruine en donkergrijze dwarsbanden. De bruine dwarsbanden omsluiten de donkergrijze. In de middelste overblijvende lichtgrijze band is een duidelijke langgerekte middenstip te herkennen. Op de achtervleugel zijn alleen vage donkergrijze banden en een vage middenstip te herkennen.
De soort gebruikt soorten wilg als waardplant, met name geoorde wilg. De soort vliegt in een jaarlijkse generatie van halverwege mei tot in juli. De rups is te vinden van juni tot in september. De pop overwintert.
De soort komt voor van Ierland en Groot-Brittannië tot het noordwesten van Rusland, en zuidelijk tot de Alpen. De soort is zeldzaam in België, in Nederland komt hij niet voor. De habitat bestaat uit open landschap met weinig bomen.